# Erotisches zur Nacht
Erotisches zur Nacht (Originaltitel: Série rose) ist eine 26-teilige französische Anthologie-Fernsehserie aus den Jahren 1986 bis 1991, in der erotische Geschichten nach literarischen Vorlagen, u. a. von Guy de Maupassant, Jean de La Fontaine und Daniel Defoe erzählt werden. Die deutschsprachige Erstausstrahlung erfolgte 1986 im Fernsehen der DDR und 1988 auf RTLplus auch in der BRD.

## Episoden
| Nummer | Original-Titel                                 | Original-Erstausstrahlung | BRD-/DDR-Titel                                      | Deutschsprachige Erstausstrahlung | Regie               |
| 01     | La Gageure des trois commères                  | 08.11.1986                | Die Weiberwette                                     | 20.12.1986                        | Michel Boisrond     |
| 02     | A la feuille de rose, maison turque            | 15.11.1986                | Das türkische Haus                                  | 26.12.1986                        | Michel Boisrond     |
| 03     | Augustine                                      | 22.11.1986                | Augustine                                           | 28.11.1987                        | Alain Schwartzstein |
| 04     | Une villa à la campagne                        | 29.11.1986                | Villa auf dem Lande/Das Landhaus                    | 02.01.1988                        | Maurice Fasquel     |
| 05     | Le Libertin de qualité                         | 06.12.1986                | Der Wüstling                                        | 25.12.1986                        | Juan Luis Buñuel    |
| 06     | La Serre                                       | 31.12.1987                | Das Gewächshaus/Das Treibhaus                       | 21.11.1987                        | Harry Kümel         |
| 07     | Un traitement justifié                         | 03.02.1990                | Eine gerechte Belehrung/Weiberlist                  | 25.12.1990                        | Walerian Borowczyk  |
| 08     | Le Demi-mariage ou Le triomphe de la vertu     | 10.02.1990                | Eine halbvollzogene Hochzeit/Die halbvollzogene Ehe | 26.12.1989                        | Harry Kümel         |
| 09     | La Revanche                                    | 17.02.1990                | Rache ist süß                                       | 06.10.1990                        | Harry Kümel         |
| 10     | L’Épreuve d’amour                              | 24.02.1990                | Die Liebesprobe                                     | 22.12.1990                        | Alain Schwartzstein |
| 11     | Almanach des adresses des demoiselles de Paris | 03.03.1990                | Für jeden etwas                                     | 17.11.1990                        | Walerian Borowczyk  |
| 12     | La Dame galante                                | 10.03.1990                | Von Jungfer, Weib und Witwe                         | 14.04.1990                        | Don Kent            |
| 13     | Le Partenaire inattendu                        | 17.03.1990                | Der unerwartete Partner/Die keusche Meisterin       | 02.06.1990                        | Alain Schwartzstein |
| 14     | La Mandragore                                  | 24.03.1990                | Der Liebeszauber                                    | 10.11.1990                        | Harry Kümel         |
| 15     | La Fessée                                      | 31.03.1990                | Die Geprügelte/Die Strafe                           | 14.11.1987                        | Harry Kümel         |
| 16     | L’Élève                                        | 21.04.1990                | Der gelehrige Schüler/Der Schüler                   | 25.12.1987                        | Harry Kümel         |
| 17     | Le Signe                                       | 26.05.1990                | Die Versuchung/Das Zeichen                          | 12.12.1987                        | Fred Hilberdink     |
| 18     | Hercule aux pieds d’Omphale                    | 02.06.1990                | Königin der Nacht/Traumnächte                       | 19.12.1987                        | Michel Boisrond     |
| 19     | Lady Roxanne                                   | 16.03.1991                | Lady Roxana/Lady Roxane                             |                                   | Jaime Chávarri      |
| 20     | Elle et lui                                    | 23.03.1991                | Sie und Er/Verwirrspiele                            |                                   | Jaime Chávarri      |
| 21     | La Conversion                                  | 25.05.1991                | Die Launen der Natur                                |                                   | Christian Faure     |
| 22     | Le Lotus d’or                                  | 01.06.1991                | Die goldene Lotusblume                              |                                   | Walerian Borowczyk  |
| 23     | L’Experte Halima                               | 08.06.1991                | Der göttliche Trunk                                 |                                   | Walerian Borowczyk  |
| 24     | La Grève de l’amour                            | 15.06.1991                | Der Liebesstreik                                    |                                   | Nino Monti          |
| 25     | Les Leçons de Bucciuolo                        | 22.06.1991                | Eine lustvolle Lektion                              |                                   | Péter Gárdos        |
| 26     | Le Style Pompadour                             | 06.07.1991                | Die königliche Mätresse                             |                                   | Michel Boisrond     |